# Pete Campbell (cestista)
Pete Campbell (Muncie, 23 settembre 1984) è un ex cestista statunitense, professionista nella NBDL e in Europa.